# Ángel Berlanga
Ángel Luis Viña Berlanga (Madrid, 24 de fevereiro de 1987) é um ex-futebolista espanhol que atuava como zagueiro.

## Carreira

### Início
Ángel iniciou sua carreira no futebol no ano de 2005, nas categorias de base do Rayo Majadahonda, ficando no clube até o ano de 2010 (os últimos dois anos foram na equipe principal do Majariegos). Ao final da temporada europeia, ele se transfere para o Auckland City.

### Auckland City
Berlanga chega ao Auckland em 2010, junto com o treinador e compatriota Ramon Tribulietx. Sua estreia ocorreu no dia 15 de outubro daquele mesmo ano, contra o WaiBOP United. Seu primeiro gol pelo City ocorreu no dia 3 de dezembro, em partida válida pela Liga dos Campeões da OFC, contra o AS Tefana. Ele permaneceu no clube neozelandês até janeiro de 2013.

### Sporting Goa
Ainda em janeiro, Ángel assina com o Sporting Goa da I-League e, em 28 de janeiro de 2013, fez sua estreia no clube e marcou seu único gol pela equipe indiana. Ao final da partida, o Goa venceu o Salgaocar pelo placar de 2 a 0. Ao final da temporada indiana, Berlanga retorna para o Auckland City.

### Retorno a Auckland City
Após breve passagem na Índia, Ángel retorna para a Nova Zelândia. Sua reestreia ocorreu em partida válida pelo Mundial de Clubes de 2013, no dia 11 de dezembro, contra o Raja Casablanca.
No Auckland, Berlanga se tornou o capitão da equipe, após a aposentadoria do ídolo Ivan Vicelich.
Com mais de 9 anos de clube, Ángel se tornou o jogador com mais jogos disputados pela equipe.

## Títulos
Auckland City
- Campeonato Neozelandês (Grande Final) (4): 2013-14, 2014-15, 2017-18, 2019-20
- Campeonato Neozelandês (Temporada Regular) (8): 2011-12, 2013-14, 2014-15, 2015-16, 2016-17, 2017-18, 2018-19, 2019-20
- ASB Charity Cup (4): 2011-12, 2013-14, 2015-16, 2016-17
- Liga dos Campeões da OFC (6): 2010-11, 2011-12, 2012-13, 2013-14, 2016, 2017
- Copa dos Presidentes da OFC (1): 2014